# Curt Heinrich von Einsiedel
Curt Heinrich von Einsiedel, modernisiert Kurt Heinrich von Einsiedel, (* 11. März/22. März 1662 auf Burg Scharfenstein; † 23. Mai 1712 in Dresden) war ein königlich-polnischer und kurfürstlich-sächsischer Geheimer Rat, Kammerherr, auch Kammer- und Bergrat und Herr auf Weißbach und Dittersdorf.

## Leben
Curt Hildebrand gehörte dem Adelsgeschlecht Einsiedel an. Heinrich Hildebrand von Einsiedel (1622–1675), kurfürstlich-sächsischer Geheimer Rat, Präsident des Appellationsgerichts, Direktor der Landschaft des Fürstentums Sachsen-Altenburg und Herr auf Scharfenstein, Weißbach und Lumpzig, war sein Vater. Agnesa Eleonora, geborene von Schönberg, Tochter des Rittmeisters Abraham von Schönberg auf Frauenstein im Erzgebirge, war seine Mutter.
Er wurde zunächst durch Privatlehrer unterrichtet. Nachdem 1675 sein Vater verstorben war, wurde er 1675 nach Zeitz zum Kanzler Veit Ludwig von Seckendorff geschickt, wo er vier Jahre lebte. Nach dem Studium an der Universität Leipzig schlug er wie sein Vater eine Verwaltungslaufbahn im Dienst des Kurfürsten von Sachsen und späteren Königs von Polen ein.
Er wurde ein enger Vertrauter von Wolf Dietrich von Beichlingen. Als dieser 1703 am Dresdner Hof in Ungnade gefallen war, geriet auch Einsiedel ohne Gerichtsprozess in Haft, aus der er erst 1707 entlassen wurde. Er zog sich daraufhin aus allen öffentlichen Ämtern auf seine Besitzungen zurück.
Nachdem er 1712 verstorben war, hielt für beide der Annaberger Superintendent Andreas Kunandus am 24. Juli 1712 in der Kirche in Dittersdorf eine Gedächtnispredigt auf Curt Heinrich von Einsiedel, die in Dresden bei Johann Heinrich Schwenck in Druck erschien.

## Familie
Verheiratet war Curt Heinrich von Einsiedel seit 1691 mit Magdalena Sibylla Marschall von Bieberstein (1673–1732). Aus dieser Ehe gingen der gleichnamige einzige Sohn Curt Heinrich von Einsiedel (* 12. Februar 1695; † 17. August 1747) hervor. Dieser heiratete Wilhelmine Sophie von Schönberg und wurde Vater des späteren österreichischen Generalmajor Kurt Heinrich von Einsiedel (1735–1809).